# 卡斯帕·费尔德坎普
卡斯帕·科内利斯·约翰内斯·费尔德坎普（荷蘭語：Caspar Cornelis Johannes Veldkamp，1964年4月23日—），荷兰外交家、政治家，现任荷兰外交大臣。